# Antonio Rodiles
Antonio Rodiles (* 21. července 1972, Havana) je kubánský disident. Založil fórum Estado de SATS, jehož cílem je podpořit debatu o sociálních, kulturních a politických problémech na Kubě. Pracuje na kampani „Za jinou Kubu“, která usiluje o to, aby kubánská vláda ratifikovala Mezinárodní úmluvu o občanských a politických právech a Mezinárodní úmluvu o ekonomických, sociálních a kulturních právech.

## Život
Rodiles vystudoval fyziku a matematiku. Studia absolvoval na univerzitě v Havaně, ale také na Floridě a v Mexiku. Na Kubu se pak ale rozhodl vrátit a zapojil se do aktivit opozice a úsilí o prosazování lidských práv.
V roce 2010 založil fórum Estado de SATS, které pořádá kulturní a společenské akce, např. debaty nebo promítání filmů. „Pokaždé, když pořádáme nějakou akci, tak tajná policie obklíčí náš dům a zadrží množství lidí," uvedl Rodiles, který byl již třikrát zavřený, naposledy (v roce 2012) na 19 dní.
V roce 2014 se v Praze účastnil konference Forum 2000, kde hovořil o svém životě pod drobnohledem policie. Uvedl, že na jeho dům míří dvě kamery a veškeré jeho hovory jsou odposlouchávány. Domnívá se, že i uvnitř jeho domu je pravděpodobně několik štěnic.

## Rodina
Rodiles má dvě dcery, žijí v Miami.